# Mistrovství světa v ledním hokeji 2012 (Divize I)
Mistrovství světa v ledním hokeji 2012 (Divize I) se hrála od 15. do 21. dubna 2012 v Lublani ve Slovinsku (skupina A) a v Krynici v Polsku (skupina B). Hrálo se podle nového herního systému. Skupiny A a B nebyly rovnocenné, nově se mezi nimi postupovalo a sestupovalo.

## Účastníci

### Skupina A
| Tým                | Kvalifikace                                                             |
| ------------------ | ----------------------------------------------------------------------- |
| Rakousko           | 15. místo na Mistrovství světa v ledním hokeji 2011 a sestup            |
| Slovinsko          | Pořadatel, 16. místo na Mistrovství světa v ledním hokeji 2011 a sestup |
| Maďarsko           | 2. místo v Divizi I - Skupina A                                         |
| Spojené království | 2. místo v Divizi I - Skupina B                                         |
| Japonsko*          | (rozhodnutí od stolu) v Divizi I - Skupina A                            |
| Ukrajina           | 3. místo v Divizi I - Skupina B                                         |

- Japonsko v roce 2011 odstoupilo z turnaje z důvodu následků zemětřesení a tsunami v Tóhoku 2011. Kongres IIHF rozhodl, že se pro nasazování do dalšího ročníku bude počítat jako kdyby se umístilo na 3. místě a bude tím pádem nasazeno do vyšší skupiny (A).[1]

### Skupina B
| Tým         | Kvalifikace                                |
| ----------- | ------------------------------------------ |
| Jižní Korea | 4. místo v Divizi I - Skupina A            |
| Polsko      | Pořadatel, 4. místo v Divizi I - Skupina B |
| Nizozemsko  | 5. místo v Divizi I - Skupina A            |
| Litva       | 5. místo v Divizi I - Skupina B            |
| Rumunsko    | 1. místo v Divizi II - Skupina B a postup  |
| Austrálie   | 1. místo v Divizi II - Skupina A a postup  |

## Skupiny

### Skupina A
|  | Dva týmy postupující na Mistrovství světa v ledním hokeji 2013 (do elitní skupiny) |
|  | Jeden tým sestupující do skupiny B                                                 |

| Tým            | Z | V | VP | PP | P | GV | GI | +/- | B  |
| -------------- | - | - | -- | -- | - | -- | -- | --- | -- |
| Slovinsko      | 5 | 5 | 0  | 0  | 0 | 17 | 9  | +8  | 15 |
| Rakousko       | 5 | 3 | 0  | 1  | 1 | 24 | 16 | +8  | 10 |
| Maďarsko       | 5 | 2 | 0  | 0  | 3 | 15 | 18 | −3  | 6  |
| Japonsko       | 5 | 1 | 1  | 1  | 2 | 13 | 14 | −1  | 6  |
| Velká Británie | 5 | 1 | 1  | 0  | 3 | 14 | 22 | −8  | 5  |
| Ukrajina       | 5 | 0 | 1  | 1  | 3 | 12 | 16 | −4  | 3  |

| Datum     | Tým            | Výsledek                                 | Tým            |
| --------- | -------------- | ---------------------------------------- | -------------- |
| 15.4.2012 | Japonsko       | 1:5 (0:2, 0:2, 1:1) Report               | Maďarsko       |
| 15.4.2012 | Ukrajina       | 4:5 (1:1, 2:4, 1:0) Report               | Rakousko       |
| 15.4.2012 | Velká Británie | 2:3 (1:2, 1:0, 0:1) Report               | Slovinsko      |
| 16.4.2012 | Maďarsko       | 3:1 (2:0, 0:0, 1:1) Report               | Ukrajina       |
| 16.4.2012 | Rakousko       | 7:3 (3:0, 2:2, 2:1) Report               | Velká Británie |
| 16.4.2012 | Slovinsko      | 4:2 (1:0, 1:1, 2:1) Report               | Japonsko       |
| 18.4.2012 | Ukrajina       | 3:4 PP (1:0, 2:3, 0:0 - 0:1) Report      | Velká Británie |
| 18.4.2012 | Rakousko       | 3:4 SN (1:0, 1:2, 1:1 - 0:0, 0:1) Report | Japonsko       |
| 18.4.2012 | Slovinsko      | 4:1 (1:0, 2:0, 1:1) Report               | Maďarsko       |
| 19.4.2012 | Velká Británie | 0:5 (0:2, 0:2, 0:1) Report               | Japonsko       |
| 19.4.2012 | Maďarsko       | 2:7 (2:1, 0:2, 0:4) Report               | Rakousko       |
| 19.4.2012 | Slovinsko      | 3:2 (0:1, 2:1, 1:0) Report               | Ukrajina       |
| 21.4.2012 | Japonsko       | 1:2 PP (0:1, 0:0, 1:0 - 0:1) Report      | Ukrajina       |
| 21.4.2012 | Maďarsko       | 4:5 (2:2, 2:2, 0:1) Report               | Velká Británie |
| 21.4.2012 | Rakousko       | 2:3 (0:0, 2:3, 0:0) Report               | Slovinsko      |

### Skupina B
|  | Jeden tým postupující do skupiny A           |
|  | Jeden tým sestupující do skupiny A divize II |

| Tým         | Z | V | VP | PP | P | GV | GI | +/- | B  |
| ----------- | - | - | -- | -- | - | -- | -- | --- | -- |
| Jižní Korea | 5 | 4 | 1  | 0  | 0 | 24 | 10 | +14 | 14 |
| Polsko      | 5 | 4 | 0  | 0  | 1 | 31 | 7  | +24 | 12 |
| Nizozemsko  | 5 | 3 | 0  | 1  | 1 | 21 | 13 | +8  | 10 |
| Rumunsko    | 5 | 2 | 0  | 0  | 3 | 13 | 28 | −15 | 6  |
| Litva       | 5 | 1 | 0  | 0  | 4 | 9  | 27 | –18 | 3  |
| Austrálie   | 5 | 0 | 0  | 0  | 5 | 14 | 27 | −13 | 0  |

| Datum     | Tým         | Výsledek                            | Tým         |
| --------- | ----------- | ----------------------------------- | ----------- |
| 15.4.2012 | Austrálie   | 4:8 (3:3, 1:1, 0:4) Report          | Jižní Korea |
| 15.4.2012 | Rumunsko    | 1:4 (0:0, 1:3, 0:1) Report          | Nizozemsko  |
| 15.4.2012 | Litva       | 0:9 (0:2, 0:4, 0:3) Report          | Polsko      |
| 16.4.2012 | Nizozemsko  | 6:2 (1:1, 3:1, 2:0) Report          | Austrálie   |
| 16.4.2012 | Jižní Korea | 3:0 (3:0, 0:0, 0:0) Report          | Litva       |
| 16.4.2012 | Polsko      | 10:0 (3:0, 3:0, 4:0) Report         | Rumunsko    |
| 18.4.2012 | Jižní Korea | 6:1 (3:0, 1:0, 2:1) Report          | Rumunsko    |
| 18.4.2012 | Austrálie   | 2:3 (0:2, 2:1, 0:0) Report          | Litva       |
| 18.4.2012 | Polsko      | 5:1 (2:0, 1:0, 2:1) Report          | Nizozemsko  |
| 19.4.2012 | Litva       | 5:6 (3:1, 1:2, 1:3) Report          | Rumunsko    |
| 19.4.2012 | Nizozemsko  | 3:4 PP (1:2, 0:1, 2:0 - 0:1) Report | Jižní Korea |
| 19.4.2012 | Polsko      | 5:3 (1:0, 3:2, 1:1) Report          | Austrálie   |
| 21.4.2012 | Nizozemsko  | 7:1 (2:0, 1:1, 4:0) Report          | Litva       |
| 21.4.2012 | Rumunsko    | 5:3 (2:2, 1:0, 2:1) Report          | Austrálie   |
| 21.4.2012 | Jižní Korea | 3:2 (1:2, 1:0, 1:0) Report          | Polsko      |